# Vexillologisk symbol

Figuren visar olika flaggtyper.

En vexillologisk symbol eller FIAV-symbol används som ett standardiserat sätt att beskriva en flaggas användning. Systemet utvecklades av vexillologen Whitney Smith och började användas av FIAV (Fédération internationale des associations vexillologiques) i början av 1970-talet.

## Användningssymboler
Flaggans användning anges med punkter i ett rutnät (). Den övre raden står för användning till lands, och den undre raden står för användning till havs. Rutnätet innehåller tre kolumner, där den första representerar allmän och civil användning, den andra offentlig användning av statliga myndigheter eller vid statsbesök och liknande, och där den tredje representerar militär användning.
 1000000– Civilflagga till lands
 1110000– Nationsflagga till lands
 0100000– Statsflagga till lands
 0001110– Nationsflagga till havs
 0010000– Örlogsflagga till lands
 0110010– Statsflagga och örlogsflagga
 0001000– Handelsflagga/civilflagga till havs
 0101010– Statsflagga till lands,
handels- och örlogsflagga till havs
 0000100– Statsflagga till havs
 1101100– Nations-, handels- och statsflagga
 0000010– Örlogsflagga till havs
 0110110– Stats- och örlogsflagga
 1100000– Nations- och statsflagga
 1111000– Nations- och handelsflagga
 0110000– Stats- och örlogsflagga till lands
 1110100– Nations- och statsflagga
 0001100– Handelsflagga och statsflagga till havs
 1111100– Nations- och statsflagga samt till lands örlogsflagga
 1001000– Civil- och handelsflagga
 0111110– Handels-, stats- och örlogsflagga
 0100100– Statsflagga
 1101110– Nations- och statsflagga samt till havs örlogsflagga
 0010010– Örlogsflagga
 1111110– Landet använder flaggan för alla ändamål

## Övriga symboler
Normal eller lagstadgad användning, eller åtsida
 Föreslagen men ej officiellt antagen flagga
 Rekonstruktion från historiska källor eller endast från skrivna källor
 Flaggans frånsida eller baksida
 Accepterad variant
 Alternativ version av flaggan
 De facto-version av flaggan
 Frånsidan är spegelvänd bild av åtsidan 
 Flaggans frånsida ser annorlunda ut än åtsidan
 Flaggans åtsida visas med flaggstången till betraktarens höger
 Historisk flagga, ej längre officiellt gällande